# BCC Felsinea
BCC Felsinea è una banca di credito cooperativo operativa in svariati comuni della Città metropolitana di Bologna e anche in provincia di Modena. È associata alla Federazione BCC dell'Emilia-Romagna ed è iscritta all'Albo Nazionale delle Cooperative.

## Storia
La storia di BCC Felsinea affonda le radici a inizio Novecento, quando anche in Italia, a seguito della crisi dell'economia agricola causata dalla Rivoluzione industriale, inizia a prendere corpo il modello cooperativo con la costituzione delle prime casse rurali.
Sull'onda di questi cambiamenti, nel 1902, in provincia di Bologna, nascono le due capostipiti di BCC Felsinea: la Cassa rurale di depositi e prestiti di Castenaso e la Cassa rurale di depositi e prestiti di San Benedetto del Querceto (divenuta, successivamente, "di Monterenzio"). La loro unione, nel 2017, porta all’odierna ragione sociale BCC Felsinea - Banca di Credito Cooperativo dal 1902 - Soc. Coop.
Nel 2018, l'assemblea dei soci approva l'ingresso nella compagine sociale di BCC Alto Reno, banca di credito cooperativo nata nel 1899 a Castelluccio di Porretta. BCC Felsinea espande così il suo territorio, operando non più solo nella città, nella pianura e nel primo Appennino di Bologna, ma anche nell'area di Porretta Terme e dell'alto Appennino bolognese e modenese.

### L'ingresso nel Gruppo Cassa Centrale
La riforma del credito cooperativo delineata dal Decreto legge 14 febbraio 2016, n. 18 (poi convertito nella Legge 8 aprile 2016, n. 49) impone ad ogni banca di credito cooperativo di aderire ad un gruppo bancario a vocazione cooperativa come condizione necessaria per esercitare la propria attività. Nel medesimo anno, in Cassa Centrale Banca prende forma il progetto di costituzione del Gruppo Cassa Centrale, la cui nascita viene ufficializzata il 1º gennaio 2019. In quella stessa data BCC Felsinea entra a farne parte.

## Dati finanziari
Quella che segue è la tabella di comparazione dei dati finanziari consolidati di BCC Felsinea negli ultimi cinque anni.
| Anno | Margine di intermediazione * | Utile di esercizio * | Totale dell'attivo * | Patrimonio netto * | Copertura crediti deteriorati | NPL Ratio | CET1 Ratio | Cost/Income Ratio |
| ---- | ---------------------------- | -------------------- | -------------------- | ------------------ | ----------------------------- | --------- | ---------- | ----------------- |
| 2024 | 42,2                         | 13,2                 | 1.200                | 137                | 83,4%                         | 3,9%      | 24,6%      | 50,7%             |
| 2023 | 43,5                         | 11,8                 | 1.161                | 125                | 86,8%                         | 4,1%      | 22,6%      | 53,5%             |
| 2022 | 40,9                         | 9,6                  | 1.258                | 113                | 82,1%                         | 3,7%      | 20,9%      | 51,2%             |
| 2021 | 37,1                         | 5,1                  | 1.290                | 107                | 64,3%                         | 5,1%      | 21,7%      | 54,6%             |
| 2020 | 32                           | 3                    | 1.213                | 103                | 56,2%                         | 5,2%      | 20,6%      | 62,2%             |

(* Valori in milioni di €)

## Diffusione territoriale
BCC Felsinea è presente sul territorio bolognese e modenese con 24 filiali:
- Nella Città metropolitana di Bologna:

Bologna, Casalecchio di Reno, Castenaso, Castiglione dei Pepoli, Funo, Gaggio Montano, Granarolo dell'Emilia, Lizzano in Belvedere, Monghidoro, Pizzano, Ponte della Venturina, Ponticella, Porretta Terme, Rastignano, San Benedetto del Querceto, San Benedetto Val di Sambro, San Lazzaro di Savena, Vidiciatico, Villanova di Castenaso
- In provincia di Modena:

Maranello, Montese, Pavullo nel Frignano, Vignola

## Realtà di cui BCC Felsinea è socia
BCC Felsinea è fra i soci fondatori che nel 2019 hanno dato vita alla Fondazione Policlinico Sant'Orsola di Bologna. La banca è ancora oggi fra le sue aziende promotrici.
Nel 2021 BCC Felsinea entra nella compagine sociale del GAL Appennino Bolognese, società consortile pubblico-privata che gestisce risorse assegnate dal PSR 2014- 2020 della Regione Emilia-Romagna per promuovere nuove opportunità di sviluppo economico e sociale del territorio. Da maggio 2024, a seguito della nomina del nuovo Cda del GAL, BCC Felsinea è un invitato permanente.

## Riconoscimenti
- Nel 2023 BCC Felsinea è stata inserita nell'Albo metropolitano delle Aziende Socialmente Responsabili[6] istituito dalla Città metropolitana di Bologna

- Dal 2023 BCC Felsinea è iscritta al Registro Nazionale delle Imprese Storiche[7] istituito da Unioncamere in collaborazione con le Camere di Commercio